# Bundesverband Deutscher Volks- und Betriebswirte
Der Bundesverband Deutscher Volks- und Betriebswirte e. V. (bdvb) ist ein eingetragener Verein und vertritt als Berufsverband die Interessen von Wirtschaftswissenschaftlern in Deutschland.
Seine rund 6.500 Mitglieder will er in Studium, Beruf, Weiterbildung und bei der Karriere unterstützen. Als Berufsverband der Wirtschaftsakademiker will er die interdisziplinäre Diskussion unterstützen und sieht sich als Forum für den fachlichen Gedankenaustausch zwischen Wissenschaft und Praxis. Der bdvb ist im Vereinsregister Berlin-Charlottenburg eingetragen, der Sitz der Geschäftsführung ist Düsseldorf.
Der BDVB (Eigenschreibweise „bdvb“) ist in Regionalverbänden, Hochschulgruppen und Fachausschüssen organisiert. Außerdem unterhält der Verband seit 1966 ein Forschungsinstitut, das Forschungsinstitut des bdvb.

## Geschichte
Der Bundesverband hat sich aus dem Zusammenschluss von zwei Berufsverbänden entwickelt.
Der Deutsche Volkswirtschaftlicher Verband – Vereinigung der Fachbeamten wirtschaftlicher Interessenvertretungen und berufsmäßigen Volkswirte (DVV) gründete sich am 15. Dezember 1901 in Berlin. In Berlin entstand 1903 der Verein akademischer Kaufleute. Aus dem Verein akademischer Kaufleute gründete sich in Köln auf Initiative von Eugen Schmalenbach am 23. Juli 1905 der Verband der Inhaber Deutscher Handels-Hochschuldiplome. Der Verband der Inhaber Deutscher Handels-Hochschuldiplome erhielt 1913 einen neuen Namen: Verband Deutscher Diplom-Kaufleute (VDDK). Der DVV benannte sich 1920 um in Reichsverband der Deutschen Volkswirte e. V. (RDV).
Der RDV vereinigte sich 1951 mit dem Volkswirte-Verband VDV zum Bundesverband Deutscher Volks- und Betriebswirte e. V. (BDV). Am 17. April 1971 schlossen sich VDKK und BDV zum bdvb zusammen. 1990 schloss sich der Verband Deutscher Betriebswirte (VDB) dem bdvb an.

## Organisation des bdvb
Die Bundesmitgliederversammlung ist das oberste Organ des Verbandes. Sie fasst Beschlüsse in verbandspolitischen Angelegenheiten von grundsätzlicher Bedeutung.
Die Bundesmitgliederversammlung wählt das Präsidium für die Dauer von zwei Jahren. Es besteht aus bis zu zwei Präsidenten, bis zu vier Vizepräsidenten, einem Schatzmeister und bis zu fünf weiteren Mitgliedern. Der Vorsitzende des Beirats ist ebenso wie der Bundesvorsitzende der Hochschulgruppen Mitglied des Präsidiums. Das Präsidium ist für die Ausführung der Beschlüsse der Mitgliederversammlung verantwortlich. Ihm obliegt die Führung des Verbandes. Präsident ist Willi Rugen.
Der Beirat besteht aus den Vorsitzenden der Regionalverbände, der drei mitgliederstärksten Hochschulgruppen und der sechs mitgliederstärksten Fachausschüssen. In den Jahren, in denen keine Mitgliederversammlung stattfindet, prüft und genehmigt der Beirat den Wirtschaftsplan. Weiterhin ist der Beirat vom Präsidium vor wichtigen Entscheidungen zu hören, während andererseits er jederzeit mit Anregungen und Empfehlungen an das Präsidium herantreten kann. Auch bei der Gründung von Arbeitskreisen und der Einrichtung von Fachausschüssen wirkt der Beirat mit.

### Regionalverbände
Die Regionalverbände (RV) sind die regionalen Gliederungen des bdvb, diesen verbunden sind die Hochschulgruppen. Die Regionalverbände organisieren Veranstaltungen wie Vorträge, Diskussionen, Talkrunden und Unternehmensbesichtigungen in den einzelnen Regionen. Außerdem wird die Mitgliederbetreuung vor Ort durch die jeweilige Gruppe organisiert.

### Fachausschüsse
bdvb-Mitglieder gleicher beruflicher Ausbildung und Interessen engagieren sich überregional in Fachausschüssen und tauschen ihr Know-how und ihre Erfahrungen aus.

### Hochschulgruppen
Die Hochschulgruppen (HG) im bdvb sind mit 800 Mitgliedern die größte studentische Initiative für Wirtschaftswissenschaftler in Deutschland. Die Vorstände der Hochschulgruppen kommen zweimal im Jahr auf der Hochschulgruppenleiterkonferenz (HGLK) zusammen. Einmal im Jahr wird auf HGLK der Bundesvorstand der Hochschulgruppen gewählt. Der Bundesvorsitzende ist auch Präsidialmitglied.

## Forschungsinstitut
Seit 1966 besteht das dem bdvb verbundene Forschungsinstitut des Verbandes der Deutschen Volks- und Betriebswirte (FI). Seine Vorsitzenden waren Ernst Helmstädter (Westfälische Wilhelms-Universität Münster), Gert von Kortzfleisch (Universität Mannheim), Klaus Neuhoff (Universität Witten/Herdecke) und Fritz Bisani (Universität Essen) und Ingrid Schmale, Universität zu Köln. Von 2012 bis 2021 war Paul J. J. Welfens (Bergische Universität Wuppertal) Leiter des FI. Seit März 2021 ist Philipp Rauschnabel (Universität der Bundeswehr München) Leiter des FI. Die Aufgaben sind die Förderung von Wissenschaft und Forschung, von Bildung und Erziehung sowie der Studentenhilfe auf allen Gebieten der Wirtschaftswissenschaften.

## Veranstaltungen
Insgesamt finden unter dem Dach des Verbandes ca. 300 Veranstaltungen pro Jahr statt; darin enthalten sind Weiterbildungsveranstaltungen, Podiumsdiskussionen, Fachtagungen und Messen wie auch Freizeitveranstaltungen.

## Veröffentlichungen
Der bdvb veröffentlicht viermal jährlich, jeweils zum Beginn des Kalenderquartals, das Mitgliedermagazin bdvb aktuell. Es greift aktuelle Themen und Informationen rund um den Verband, Fachbeiträge und Veranstaltungen auf. Die Druckauflage liegt bei 10.000 Exemplaren.